# Wolfram Braxmaier
Wolfram Braxmaier, gelegentlich auch unrichtig Braxmeier (* 27. März 1922 in Freiburg im Breisgau), war vom 7. April 1966 bis zu seinem Eintritt in den Ruhestand am 31. März 1989 Richter am Bundesgerichtshof. Vor seiner Ernennung war er Oberlandesgerichtsrat am Oberlandesgericht Karlsruhe. Er gehörte dem VIII. Zivilsenat an, ab dem 28. Juli 1976 als dessen Vorsitzender. 

## Veröffentlichungen
- Aus der Rechtsprechung des VIII. Zivilsenats zu Kauf, Miete, Bürgschaft, Mobiliarsachenrecht und Zwangsvollstreckung (zusammen mit Hans-Joachim Hedemann und Josef Mormann), in: 25 Jahre Bundesgerichtshof, München 1975
- Die Rechtsprechung des Bundesgerichtshofs zu Miete und Pacht, einschliesslich Leasing in: Zs. Wertpapier-Mitteilungen 1986
- Die Rechtsprechung des Bundesgerichtshofs zu Miete und Pacht, einschliesslich Leasing in: Zs. Wertpapier-Mitteilungen 1988

| Personendaten    | Personendaten                                  |
| ---------------- | ---------------------------------------------- |
| NAME             | Braxmaier, Wolfram                             |
| ALTERNATIVNAMEN  | Braxmeier, Wolfram                             |
| KURZBESCHREIBUNG | deutscher Jurist, Richter am Bundesgerichtshof |
| GEBURTSDATUM     | 27. März 1922                                  |
| GEBURTSORT       | Freiburg im Breisgau                           |